# Angela Cavo
Angiolina Cavo, detta Angela (Torino, 26 giugno 1934 – Ariccia, 14 maggio 2024), è stata un'attrice italiana.

## Biografia
Angela Cavo si diplomò all'Accademia nazionale d'arte drammatica di Roma, dove ebbe per docente Orazio Costa e per compagni di corso Massimo De Francovich, Gianna Giachetti, Glauco Onorato, Umberto Orsini, Osvaldo Ruggieri, Gian Maria Volonté).
L'esordio sul palcoscenico avvenne nel 1957 ne La figlia di Jorio di Gabriele D'Annunzio con la Compagnia Proclemer-Albertazzi.
Nella stagione 1958-59 Giancarlo Sbragia la scritturò per Ricorda con rabbia di John Osborne e Jeannette di Mino Roli. Per le due interpretazioni ricevette il “Premio noce d'oro” 1959 per il teatro.
Pochi i film a cui prese parte, mentre numerose furono le interpretazioni per la televisione. Partecipò a vari sceneggiati: Il vicario di Wakefield, regia di Guglielmo Morandi (1959); Delitto e castigo, regia di Anton Giulio Majano (1963); I grandi camaleonti, di Federico Zardi, regia di Edmo Fenoglio (1964); Resurrezione, regia di Franco Enriquez (1965); La donna di fiori, regia di Anton Giulio Majano (1965).
 Apparve anche nella TV dei ragazzi: I tre principi di Rex Tucker, regia di Carlo Lodovici (1961); Il teatro di Arlecchino di e con Antonio Guidi (1968); I ragazzi di padre Tobia, regia di Italo Alfaro (1969).
Lavorò inoltre in radio, sia come attrice che come conduttrice.

## Filmografia

### Cinema
- Caterina di Russia, regia di Umberto Lenzi (1963)
- Obiettivo ragazze, regia di Mario Mattoli (1963) – non accreditata
- Panic Button... Operazione fisco! (Panic Button), regia di George Sherman e Giuliano Carnimeo (1964)
- Il vendicatore di Kansas City (Cuatro Balazos), regia di Agustín Navarro (1964)
- Chi mi aiuta?, regia di Valerio Zecca (1984)

### Televisione
- Fuente Ovejuna di Lope de Vega, regia di Anton Giulio Majano, trasmessa il 3 aprile 1959.
- Sigfrido di Jean Giraudoux, regia di Guglielmo Morandi, 8 maggio 1959.
- Il vicario di Wakefield, dal romanzo di Oliver Goldsmith, regia di Guglielmo Morandi, 4 puntate, dal 1⁰ al 22 novembre 1959.
- Cavalcata al mare di John Millington Synge, regia di Mario Landi, 15 dicembre 1959.
- Giallo club. Invito al poliziesco, episodio Sfida alla gang, regia di Stefano De Stefani, 3 febbraio 1960.
- Occhio di pollo di Lorenzo Ruggi, regia di Alessandro Brissoni, 25 marzo 1960.
- Via Crucis, quattordici stazioni da «Le mystère de l’invention de la Croix» di Henri Ghéon, regia di Guido Guarda, 15 aprile 1960.
- Augusto, di Raymond Castans, regia di Guglielmo Morandi, 29 aprile 1960.
- Mariana Pineda di Federico García Lorca, regia di Alessandro Brissoni, 13 maggio 1960.
- Giallo club. Invito al poliziesco, episodio Un'impronta dall'aldilà, regia di Guglielmo Morandi, 14 agosto 1960.
- Il destino numero uno, due, tre di Paolo Emilio D’Emilio, regia di Giacomo Vaccari, 16 agosto 1960.
- Cagliostro di Tommaso Landolfi, regia di Gilberto Tofano, 14 maggio 1961.
- Radiografia di un avvocato di  Nicola Manzari, regia di Guglielmo Morandi, 13 luglio 1961.
- Il grano è verde di Emlyn Williams, regia di Guglielmo Morandi, 1⁰ settembre 1961.
- Una Cadillac tutta d’oro di Howard Teichmann e George S. Kaufman, regia di Guglielmo Morandi, 11 dicembre 1961.
- I tre principi di Rex Tucker, regia di Carlo Lodovici, 31 dicembre 1961.
- La ragazza sull’asfalto di Malcolm Hulke ed Eric Paice, regia di Alessandro Brissoni, 30 marzo 1962.
- L'invito al castello di Jean Anouilh, regia di Edmo Fenoglio, 13 agosto 1962.
- Una mattina presto di Michael Brett, regia di Marcello Santarelli, 26 dicembre 1962.
- Una volta nella vita di George S. Kaufman e Moss Hart, regia di Mario Landi, 4 febbraio 1963.
- Delitto e castigo, dal romanzo di Fëdor Dostoevskij, regia di Anton Giulio Majano, 6 puntate, dal 30 maggio al 4 luglio 1963.
- Ritorna il tenente Sheridan, episodio La lettera, regia di Mario Landi, 10 novembre 1963.
- Rosella, da Louisa May Alcott, regia di Lelio Golletti, 4 puntate, dal 9 al 30 gennaio 1964.
- Delitto ad ogni costo di Elleston Trevor, regia di Guglielmo Morandi, 1⁰ maggio 1964 .
- I grandi camaleonti di Federico Zardi, regia di Edmo Fenoglio, dall’11 ottobre al 29 novembre 1964.
- Resurrezione, dal romanzo di Lev Tolstoj, regia di Franco Enriquez, 6 puntate, dal 31 ottobre al 5 dicembre 1965.
- La donna di fiori, regia di Anton Giulio Majano, sceneggiato in 6 puntate, dal 19 settembre al 24 ottobre 1965.
- La fuga di Arlecchino di Antonio Guidi, regia di Alvise Sapori, 13 febbraio 1968.
- Arlecchino apprendista stregone di Antonio Guidi, regia di Alvise Sapori, 20 febbraio 1968.
- Arlecchino si riposa di Antonio Guidi, regia di Alvise Sapori, 27 febbraio 1968.
- Arlecchino cuoco sopraffino di Antonio Guidi, regia di Alvise Sapori, 5 marzo 1968.
- Arlecchino soldato di Antonio Guidi, regia di Alvise Sapori, 12 marzo 1968.
- I ragazzi di padre Tobia, episodio Le sorprese di un somaro, regia di Italo Alfaro, 26 febbraio 1969.
- Tosca di Victorien Sardou, regia di Enrico Colosimo, 28 maggio 1971.
- Le inchieste del commissario Maigret, episodio Il ladro solitario, regia di Mario Landi, 9 e 10 settembre 1972.
- Goldoni e le sue sedici commedie nuove di Paolo Ferrari, regia di Sandro Sequi, 13 aprile 1973.
- Il segreto di Cristina di Ivo Perilli, regia di Ruggero Deodato, 24 agosto 1974.
- Carteggi celebri: Sibilla Aleramo, Dino Campana, a cura di Silvana Castelli, regia di Adolfo Lippi, 24 e 31 maggio 1976.
- Il Canto Gregoriano. Tempo di Pasqua, testo e regia di Giuseppe Di Martino, 7 aprile 1977.
- Il Canto Gregoriano. Tempo di Natale, testo e regia di Giuseppe Di Martino, 9 dicembre 1977.
- La vedova e il piedipiatti, episodio Una storia da 1.300 milioni, regia di Mario Landi, 3 luglio 1979.
- La locandiera di Carlo Goldoni, regia di Giancarlo Cobelli, 21 aprile 1986.

## Teatro
- Donna del Paradiso, Mistero della Natività, Passione e Resurrezione di Nostro Signore, tratto da laudi dei secoli XIII e XIV, regia di Orazio Costa, Roma, Teatro Quirino, 30 marzo 1956 (saggio degli allievi)
- Liolà, di Luigi Pirandello, regia di Orazio Costa, Venezia, XV Festival Internazionale del teatro di prosa, 29 luglio 1956.
- L’angelo di Caino di Luigi Santucci, regia di Mario Ferrero, Anfiteatro di Assisi, 28 agosto 1956.
- La figlia di Jorio di Gabriele D'Annunzio, regia di Luigi Squarzina, Gardone, Vittoriale, 26 luglio 1957.
- L'uovo di Félicien Marceau, regia di Luciano Salce, Milano, Teatro Odeon, 28 dicembre 1957.
- Ricorda con rabbia di John Osborne, regia di Giancarlo Sbragia, Milano, Teatro Manzoni, 8 ottobre 1958.
- Jeannette di Mino Roli, regia di Giancarlo Sbragia (stagione 1958-59)
- Processo ad Oreste, con Vittorio Gassman, Teatro greco di Taormina (1959)
- Le Baccanti di Euripide, regia di Michele Stilo, Teatro greco di Tindari, 21 agosto 1959.
- Finestre sul Po di Alfredo Testoni, regia di Erminio Macario, Roma, Teatro Valle, 16 gennaio 1961.
- Questi poveri ricchi di Giacinto Gallina, con Erminio Macario (stagione 1960-61)
- Vedovella e scapoloni di Mario Amendola, con Erminio Macario (stagione 1960-61)
- Elena di Euripide, regia di Antonio Pierfederici, Roma, Ninfeo di Villa Giulia, 9 settembre 1964.
- Lui e Lei di Aldo Nicolaj (Belvedere, regia di Michele Stilo; Ordine e matrimonio, regia di Giovanni Cutrufelli), Messina, febbraio 1965.
- L'innamorata di Marco Praga, regia di Ruggero Jacobbi, Roma, Piccolo Eliseo, 18 novembre 1965.
- Gli ereditieri di Silvio Gnisci, regia di Ruggero Jacobbi, Roma, Piccolo Eliseo, 18 novembre 1965.
- Da giovedì a giovedi di Aldo De Benedetti, Teatro Stabile di Messina (1966)
- I Viceré di Federico De Roberto, Teatro greco di Taormina (1966)
- Molto rumore per nulla di William Shakespeare, regia di Alessandro Brissoni, Catania, Teatro Musco, 18 novembre 1966.
- L'arte di Giufà di Nino Martoglio, regia di Romano Bernardi, Catania, Teatro Musco, 20 gennaio 1967.
- Il malato immaginario di Molière, regia di Umberto Benedetto, Catania, Teatro Musco, 20 marzo 1967.
- La commedia degli spiriti di Plauto (estate 1967)
- I fisici di Friedrich Dürrenmatt, regia di Franco Enriquez, Milano, Teatro San Babila, 20 ottobre 1967.
- La bottega della fantasia di Aldo Palazzeschi, regia di Edmo Fenoglio, Roma, Teatro Valle, gennaio 1968.
- Soluzione finale di Corrado Augias, regia di Sandro Sequi, Roma, Teatro Arlecchino, 21 gennaio 1969.
- Faust 67 di Tommaso Landolfi, regia di Sandro Sequi, Roma, Teatro Arlecchino, 3 maggio 1969.
- Oreste di Euripide, regia di Michele Stilo, Tindari e Taormina, 24 agosto 1969.
- Le miserie 'd Monssù Travet di Vittorio Bersezio, regia di Giacomo Colli, Cuneo, Teatro Toselli, 13 gennaio 1970.
- Fra il garofano e la spada di Rafael Alberti, Piccolo Teatro di Milano, 22 febbraio 1971.
- Medea, di Euripide, regia di Pier Antonio Barbieri, Sarsina, Plautus Festival, 24 luglio 1971.
- Non sei immortale, Rudy di Bruno Cagli, regia di Salvatore Solida, Roma, Teatro Tordinona, 31 maggio 1973.
- Quando noi morti ci destiamo di Henrik Ibsen, regia di Giuliano Merlo, Torino, Teatro Gobetti, 12 febbraio 1974.
- Laudario, regia di Paolo Todisco, Roma, Santa Maria in Campitelli (1975)
- Teresa Raquin di Émile Zola, regia di Leonardo Bragaglia (1975)
- Sigfrido a Stalingrado di Luigi Candoni, Teatro Verdi di Padova (1975)
- A porte chiuse di Jean-Paul Sartre, regia di Michele Stilo, Sicilia (1976)
- La leggenda della Croce di Pedro Calderón de la Barca, regia di Adolfo Lippi, Massa, Castello Malaspina, 25 luglio 1976.
- Occupati d'Amelia di Georges Feydeau, regia di Pier Antonio Barbieri, Milano, Teatro Nuovo, 27 ottobre 1976.
- Fiori dal margine, a cura di Walter Mauro, regia di Julio Zuloeta (1979)
- Sei personaggi in cerca d'autore di Luigi Pirandello, regia di Giancarlo Cobelli, Roma, Teatro Eliseo, 29 ottobre 1980.
- Rosa di Andrew Davies, regia di Mario Monicelli, Roma, Teatro Eliseo (stagione 1980-81)
- Chi cercate? (Quem quaeritis), regia di Luigi Tani, Roma, chiesa delle Sacre Stimmate, 1⁰ aprile 1983.
- Kolbe di Angelo Libertini, regia di Tadeusz Bradecki, supervisione di Krzysztof Zanussi, basilica di San Nicola in carcere, 3 marzo 1984.
- La Fabula di Orfeo di Agnolo Poliziano, regia di Luigi Tani, Villa Lante a Bagnaia, 1⁰ giugno 1984.
- Le madri di Euripide, regia di Giancarlo Sbragia, Teatro greco di Siracusa, 24 maggio 1986.
- Enrico IV di Luigi Pirandello, regia di Nello Rossati, Torino, Teatro Carignano, 2 dicembre 1986.
- La nonna di Roberto Cossa, regia Attilio Corsini (stagione 1987-88)

## Radio
- L'angelo di Caino di Luigi Santucci, regia di Mario Ferrero, trasmessa il 3 aprile 1958.
- Ricorda con rabbia di John Osborne, regia di Giancarlo Sbragia, 4 dicembre 1958.
- La leggenda della croce di Marie Luise Kaschnitz, regia di Alessandro Brissoni, 16 aprile 1960.
- Manon Lescaut di Antoine François Prévost, regia di Umberto Benedetto, 10 puntate, dal 3 al 14 luglio 1967.
- Photo finish di Peter Ustinov, regia di Raffaele Meloni, 24 luglio 1967.
- Gimlet, di James Saunders, regia di Antonio Calenda, 19 agosto 1967.
- L'arte di Giufà di Nino Martoglio, regia di Umberto Benedetto, 13 settembre 1967.
- I canti gregoriani della Pasqua, a cura di Antonio Bandera, 12 aprile 1968.
- Cartoteca di Tadeusz Różewicz, regia di Carlo Quartucci, 20 maggio 1968.
- Schiavo d'amore di William Somerset Maugham, regia di Ottavio Spadaro, 24 e 27 maggio 1968.
- Il lungo addio di Raymond Chandler, regia di Biagio Proietti, 7 puntate, dall’8 giugno al 20 luglio 1968.
- Faust ’67 di Tommaso Landolfi, regia di Sandro Sequi, 5 gennaio 1970.
- Il lungo addio di Raymond Chandler, regia di Biagio Proietti, 7 puntate, dal 24 maggio al 5 luglio 1970.
- Notte e giorno di Virginia Woolf, regia di Sandro Sequi, 6 puntate, dal 21 novembre al 26 dicembre 1970.
- Goya di María Teresa León ed Elena Clementelli, regia di Ruggero Jacobbi, 15 puntate, dal 28 giugno al 16 luglio 1971.
- Una carriera sentimentale: vita di George Sand di Amleto Micozzi, regia di Anton Giulio Majano, 1971, 15 puntate, dal 1⁰ al 21 settembre 1971.
- Realtà e fantasia del celebre avventuriero Giacomo Casanova di Adolfo Moriconi, regia di Giacomo Colli, puntate del 22 e 23 settembre 1971.
- La piovra di Stanisław Ignacy Witkiewicz, regia di Sandro Sequi, 5 giugno 1972.
- Colomba di Prosper Mérimée, regia di Ruggero Jacobbi, dal 19 al 30 giugno 1972.
- Il più piccolo amore del mondo di Miklós Gyárfás, regia di Vilda Ciurlo, 1⁰ luglio 1972.
- Tarzan di Edgar Rice Burroughs, regia di Carlo Quartucci, puntata del 13 ottobre 1972.
- Il bugiardo di Pierre Corneille, regia di Sandro Sequi, 10 settembre 1973.
- Non dare ascolto agli angeli di Tome Arsovskij, regia di Marcello Sartarelli, 11 febbraio 1975.
- Il velo dipinto, di William Somerset Maugham, regia di Ernesto Cortese, puntata del 26 maggio 1975.
- Bagnanti notturni di Leo Goldman, regia di Ernesto Cortese, 5 settembre 1975.
- Non omnis moriar di Jeremi Przybora, regia di Zdislaw Nardelli, 23 settembre 1975.
- Finestre di Murray Schisgal, regia di Ernesto Cortese, 20 febbraio 1976.
- Il dottor Zivago di Boris Pasternak, regia di Vittorio Melloni, puntata del 10 marzo 1978.
- Football americano di Pol Quentin e George Bellak, regia di Guglielmo Morandi, 17 marzo 1978.
- Lord Byron di Lamberto Trezzini, regia di Dante Raiteri, puntata del 13 novembre 1978.
- La seduta spiritica di David G. Compton, regia di Julio Zuloeta, 7 febbraio 1979.
- Una persona di famiglia di Muriel Spark, regia di Carlo Di Stefano, 1⁰ maggio 1979.
- Il «povero Bertolt Brecht» nell’Olimpo dei Classici. Nel foyer di Ferruccio Masini, 5 giugno 1979.
- Dottor Semmelweis, dottor Céline di Paola Coltellacci ed Elisabetta Mori, regia di Davide Montemurri, 8 gennaio 1980.
- Black-out di Anna Luisa Meneghini, regia di Carlo Di Stefano, 22 febbraio 1980.
- Mary del tifo di Shirley Gee, regia di Guglielmo Morandi, 30 aprile 1980.
- Il polemoscopio di Giacomo Casanova, regia di Pietro Formentini, 9 ottobre 1980.
- La signora di Monza di Bruno Longhini, regia di Adriana Parrella, 18 puntate, dal 9 novembre al 2 dicembre 1981.
- Rock rock evohé di Roberto Veller, regia di Davide Montemurri, 21 novembre 1981.
- Le ragazze bruciate verdi di Gian Paolo Callegari, regia di Enrico Colosimo, 5 maggio 1983.
- Port-Royal di Henry de Montherlant, regia di Enrico Colosimo, 8 dicembre 1984.
- Kolbe di Angelo Libertini, regia di Tadeusz Bradescki, 22 dicembre 1984.
- Chéri di Colette e Léopold Marchand, regia di Gerardo Vignoli, 12 ottobre 1985.
- La signorina Elsa di Arthur Schnitzler, regia di Vera Bertinetti, 3 febbraio 1990.
- Martina e l’angelo custode di Carlotta Wittig, regia di Guido Maria Compagnoni, 50 puntate, dal 31 dicembre 1990 al 18 marzo 1991.